# Telipogon
Telipogon é um género botânico pertencente à família das orquídeas (Orchidaceae).